# De Zoo-reporters
De Zoo-reporters is een door het Vlaams productiehuis Sultan Sushi gemaakt, luchtig en educatief jeugdprogramma, dat door VRT-jeugdkanaal Ketnet voor het eerst is uitgezonden van april tot juni 2012.

## Format
Kindreporters uit een pool belichten tien keer telkens een week in vier afleveringen (maandag tot donderdag) één bedreigde diersoort of dierengroep.
Daartoe bezoeken ze de dieren en interviewen en observeren dierenverzorgers, wetenschappelijk personeel en bezoekers van de Antwerpse dierentuin en/of het afhankelijk kweekstation en dierenpark Planckendael, en interacteren met de 'superfan(s)' van dezelfde soort uit het dierenprogramma Zoo of love dat, ook in de lente van 2012, op zusterzender Eén loopt.
Nadien volgt een compilatieaflevering.

## Weekthema's
- (Afrikaanse) mensapen: chimpansee en gorilla in Antwerpen, bonobo in Planckendael
- drie pinguïnsoorten: koningspinguïn, macaronipinguïn en ezelspinguïn
- vier girafondersoorten: netgiraffe, rothschildgiraffe en masaigiraffe in Antwerpen, kordofangiraffe in Planckendael
- in het amfibieënhuis vertegenwoordigers van de vier groepen: kikkers, padden, salamanders en wormsalamanders
- de monniksgier, een typische aaseter
- de zebrasoort grévyzebra
- de okapi, enige nauwe verwant van de giraffen
- de ooievaar
- het goudkopleeuwaapje
- de Indische olifant